# 이별택시
〈이별택시〉는 2004년에 발표된 김연우의 2집 앨범 《연인》의 수록곡이다.

## 개요
대략 이 곡의 내용을 살펴보면, 이별을 한 남자가 술에 취한 채로 택시에 올라타고, 차창 바깥을 바라보며 눈물을 흘리면서 택시기사에게 뜻밖의 주문을 하는 이야기를 담고 있다. 

### 인기
이 노래의 경우, 같은 앨범에 실린 타이틀곡인 〈연인〉보다 더 많은 관심을 받으며 인기를 끌었다.

### 특징
한편 이 노래의 편곡을 맡은 유희열의 실제 이별 경험담을 바탕으로 만든 노래로 알려져 지금까지 화제가 되고 있다.